# جيمس ماكفيرسون (سياسي)
جيمس ماكفيرسون (بالإنجليزية: James McPherson)‏ هو سياسي نيوزلندي، ولد في 1835. انتخب عضو مجلس النواب نيوزيلندا.